# Zimní paralympijské hry 1992
Zimní paralympijské hry 1992, oficiálně V. zimní paralympijské hry (francouzsky Les Ve Jeux paralympiques d'hiver), se konaly ve francouzské Tignes a Albertville. Slavnostní zahájení proběhlo 25. března 1992, ukončení se pak uskutečnilo 1. dubna 1992.

## Seznam sportů
- Biathlon
- Běh na lyžích
- Alpské lyžování

## Pořadí národů
| Pořadí | Země           | Zlato | Stříbro | Bronz | Celkem |
| ------ | -------------- | ----- | ------- | ----- | ------ |
| 1      | USA            | 20    | 16      | 9     | 45     |
| 2      | Německo        | 12    | 17      | 9     | 38     |
| 3      | Sjednocený tým | 10    | 8       | 3     | 21     |
| 4      | Rakousko       | 8     | 3       | 9     | 20     |
| 5      | Finsko         | 7     | 3       | 4     | 14     |
| 6      | Francie        | 6     | 4       | 9     | 19     |
| 7      | Norsko         | 5     | 5       | 4     | 14     |
| 8      | Švýcarsko      | 3     | 8       | 4     | 15     |
| 9      | Kanada         | 2     | 4       | 6     | 12     |
| 10     | Polsko         | 2     | 0       | 3     | 5      |
| 14     | Československo | 0     | 4       | 2     | 6      |

## Československo na ZPH 1992
Československo reprezentovalo 16 paralympioniků.
Českoslovenští medailisté
| Medaile | Sportovec        | Sport           |
| ------- | ---------------- | --------------- |
| Stříbro | Kateřina Teplá   | alpské lyžování |
| Stříbro | Kateřina Teplá   | alpské lyžování |
| Stříbro | Marcela Mišunová | alpské lyžování |
| Stříbro | Pavla Valníčková | běh na lyžích   |
| Bronz   | Marcela Mišunová | alpské lyžování |
| Bronz   | Pavla Valníčková | běh na lyžích   |